# ТВ-21 «Гуцульщина»
21-й (Коломийський) Тактичний відтинок «Гуцульщина» належав до Військової округи-4 «Говерля», групи УПА-Захід.
Командири: поручник «Степовий» (Тарасенко, 01.1945 — †17.01.1945); поручник «Козак» (Яворський Микола) (03.1945 — †29.01.1946), сотник «Хмара-1» (Мельник Петро, 01.46 — демобілізація 08.1949, †27.04.1953).

Вояки ТВ-21 «Гуцульщина». Підписані на фото: Ілюк Дмитро-«Кичера»; Василь Кузів-«Базь»; Іван Мельничук-«Галайда»; Петро Мельник-«Хмара»; Іван Гаргат-«Липкевич»

Група повстанців з ТВ-21 «Гуцульщина». Зліва направо: Назарій Данилюк («Перебийніс») (Буковина); сотник Іван Кулик («Сірий»); Василь Скригунець («Гамалія»), командир сотні важких кулеметів «Черемош», сотник Петро Мельник «Хмара» (командир ТВ-21 «Гуцульщина»); Микола Харук («Вихор»), командир сотні ім. І. Богуна

Ще до формального утворення Тактичного відтинку на його території вже діяли такі курені:
- Коломийський курінь «Гайдамаки» — курінний «Скуба» (Гах Дмитро, 10.1944 — †27.09.1945); курінний «Чорногора» (Скляновський-Гордієнко Іван, 09.1945 — арешт 19.09.1949, †21.09.1949)
- Коломийський курінь «Гуцульський» — курінний «Книш» (Горнякевич Дмитро, 10.1944 — 12.1945, †31.10.1946)
- Коломийський курінь «Карпатський» — курінний «Лісовий» (Злобін Андрій, 10.1944 — †02.1945); курінний «Манів» (Гавриляк Кирило, 05.1945 — †21.03.1946)
- Коломийський курінь «Перемога» — курінний «Степовий» (Тарасенко, †17.01.1945); курінний «Недобитий» (Матвіїв Юліан, 01.1945 — 12.1945, †09.04.1953)
  - Сотня ім. Б.Хмельницького — сотенний «Хмара» (Білінчук Дмитро) (літо 1944-кінець 1945)

Пізніше, протягом 1945—1949 років тут діяли:
- Відд. 58 «Сурма» — сотенний «Нечай» (Фридер Михайло, 06.1944 — 08.1944), сотенний «Білий» (Долішняк Юрій, 09.1944 — 09.1946, †01.05.1948)
- Відд. 59 «імені Колодзінського» — сотенний «Гайворон» (Гураль Іван, 05.1944 — 08.1944, †15.05.1950), сотенний «Спартан» (Москалюк Михайло, 08.1944 — демобілізація 1948, †02.02.1950)
- Відд. 60 «Дністер» — сотенний «Палій» (Матійко Семен, 1944, †1948), сотенний «Орлик» (Чуйко Степан, 12.1944 — †15.08.1945), сотенний «Буревій» (Романиця Михайло), сотенний «Завірюха» (Паращук Василь), сотенний «Юрко» (Юрцуняк Михайло, 1946—1947)
- Відд. 61 «імені Гонти» — сотенний «Манів» Гавриляк Кирило, (10.1944 — 04.1945), сотенний «Підгірський» (Приймак Костянтин (09.1945 — 10.1945)
- Відд. 62 «імені Богуна» — сотенний «Недобитий» (Матвіїв Юліан, 1944), сотенний «Вихор-2» (Харук Микола, 03.1945 — 09.1949, †24.09.1952)
- Відд. 63 «Березівська» — сотенний «Мороз» (Негрич Дмитро, 1944 — †19.09.1945), сотенний «Юрко» (Боцвінчук Василь, 10.01.1945 — 10.03.1945), сотенний «Підгірський» (Приймак Костянтин (09.1946 — 01.1946, †03.1947), сотенний «Залізняк» (Гоянюк Михайло, 1946, †10.1951), сотенний «Кривоніс» (Симчич Мирослав, 07.1946 — арешт 04.12.1948).
- Відд. 64 «Черемош» — сотенний «Гамалія» (Скригунець Василь, 1944 — 07.1945, †15.05.1949), сотенний «Чабан» (Скульський Іван, 01.1945 — 06.1945, †18.01.1947)
- Відд. 65 «Чорногора» — сотенний «Циган» (Дицько Федір, 10.1944 — 08.1945, †04.04.1946), сотенний «Нечай» (Приймак Йосип, 1944, †14.02.1945), сотенний «Довбуш» (Кавацюк Микола, 1945—1946, †06.05.1948), сотенний «Бандура» (Прядко Іван, 1945, †14.08.1949)
- Відд. 66 «Трембіта» — сотенний «Дорошенко» (Савіцький Петро, 1944, †1945), сотенний «Чмелик», сотенний «Гонта» (Шкарупа Микола, 1944 — арешт 02.1945, †1946), сотенний «Палій» (Матійко Семен, 1945), сотенний «Підгірський» (Приймак Костянтин (10.1945 — 10.1947, †03.1947(??))
- Відд. 67 «імені Богдана Хмельницького» — сотенний «Хмара» (Білінчук Дмитро) (1944—1946)
- Відд. 68 «імені Симона Петлюри» — сотенний «Скиба» (Павлюк Іван, 09.1944 — †02.08.1945), сотенний «Крук» (Геник Костянтин, 04.1945 — 04.1946, †01.12.1950)